# William Billings
Pour les articles homonymes, voir Billings.
William Billings (né à Boston le 7 octobre 1746, mort dans cette même ville le 26 septembre 1800) est un compositeur américain de musique chorale, et est considéré comme le père de la musique chorale américaine. À l'origine tanneur de métier et autodidacte, Billings a créé ce qui est maintenant reconnu comme un style spécifiquement américain de la musique vocale.
« Il n'avait qu'un œil, un bras déformé, une voix rude, il était boiteux d'une jambe et il était dépendant au tabac ». À l'âge de 14 ans la mort de son père interrompt sa scolarité. Il était marié et père de six enfants. Billings est décédé dans la pauvreté le 26 septembre 1800. Ses funérailles ont été annoncées dans le Columbian Centinel « Mort-M. William Billings, le célèbre compositeur de musique. Ses funérailles auront lieu demain à 4 heures, PM de la maison de Mme Amos Penniman, à Chamber-street, West-Boston.»